# ماركو ميريتس
ماركو ميريتس (26 أبريل 1992 بتالين في إستونيا - ) (بالإستونية: Marko Meerits) هو لاعب كرة قدم إستوني في مركز حراسة المرمى. شارك مع منتخب إستونيا تحت 17 سنة لكرة القدم ومنتخب إستونيا تحت 18 سنة لكرة القدم ومنتخب إستونيا تحت 19 سنة لكرة القدم ومنتخب إستونيا تحت 21 سنة لكرة القدم ومنتخب إستونيا لكرة القدم. أما مع النوادي، فقد لعب مع فيتيسه آرنهم ونادي إيمن ونادي فلورا وFC Warrior Valga ‏ وFC Flora U21 ‏.

## وصلات خارجية
- ماركو ميريتس على موقع الاتحاد الدولي (مؤرشف)  (الإنجليزية)
- ماركو ميريتس على موقع الاتحاد الأوربي (الإنجليزية)
- ماركو ميريتس على موقع اتحاد إستونيا (الإنجليزية)
- ماركو ميريتس على موقع قاعدة بيانات كرة القدم.إي يو (الإنجليزية)
- ماركو ميريتس على موقع ناشيونال فوتبول تيمز (الإنجليزية)
- ماركو ميريتس على موقع Soccerway.com (الإنجليزية)
- ماركو ميريتس على موقع عالم كرة القدم.نت (الإنجليزية)